# Dahlheim (Staufenberg)
Dahlheim ist ein Ortsteil der Gemeinde Staufenberg im südniedersächsischen Landkreis Göttingen.

## Geographische Lage
Dahlheim liegt rund 10 km (Luftlinie) östlich der Kasseler Innenstadt an der Grenze zu Nordhessen in den Westausläufern des Kaufunger Waldes am Südrand des Naturpark Münden. Dahlheim ist der südlichste Ort von Niedersachsen. Es befindet sich im Tal der Nieste, die das Dorf etwa in Südost-Nordwest-Richtung durchfließt bzw. es im Südwesten tangiert und in die nordwestlich der Ortschaft der Hopbach mündet. Westlich und südlich des Dorfs erheben sich, jeweils größtenteils in Hessen befindlich, der Mühlenberg (351,8 m) und der Gerholdsberg (ca. 355 m). Nachbardörfer an der Nieste sind der Staufenberger Ortsteil Uschlag im Nordwesten und das hessische Dorf Nieste im Südosten.

## Geschichte
Erstmals urkundlich erwähnt wurde Dahlheim 1318 im Lehnbuch Herzog Ottos von Braunschweig. Weiterhin wird der Ort 1340 als Tahlheym iuxta ripam Nyest genannt. Im 19. Jahrhundert war Dahlheim Sitz der in der Umgegend wohnenden Baptistengemeinde. Um 1700 wohnten 12 Personen im Ort, die Zahl stieg bis 1867 auf 133 an, nahm allerdings 1875 auf 127 Einwohner leicht ab. Die einst selbstständige Gemeinde Dahlheim vereinigte sich im Juli 1965 mit Uschlag zur Großgemeinde Uschlag. Im Februar 1970 kam Escherode dazu. Am 1. Januar 1973 schloss sich die Gemeinde Uschlag im Rahmen der niedersächsischen Gebietsreform der neu gebildeten Gemeinde Staufenberg an.

## Ortsrat
Zusammen mit dem Ortsteil Uschlag hat Dahlheim einen Ortsrat mit neun Mitgliedern. Seit der Kommunalwahl 2021 setzt dieser sich wie folgt zusammen:
- SPD: 6
- Grüne: 1
- WfS: 2
- CDU: 2

WfS: Wählergruppe "Wir für Staufenberg"

## Verkehr
Dahlheim ist von der Bundesautobahn 7 über die Anschlussstellen 77 (Kassel-Nord) im Westsüdwesten oder 76 (Staufenberg-Lutterberg) im Norden zu erreichen. Der Ort liegt an der Straßenverbindung Kassel–Witzenhausen: Diese Landesstraße, die bis zum nordwestlichen Ortseingang „Kasseler Straße“ und in Dahlheim „Witzenhäuser Straße“ heißt, hat auf hessischer Seite die Bezeichnung L 3237 und in Niedersachsen L 563. Nordwestlich von Dahlheim, in Richtung Uschlag, zweigt an der Hopbach-Kreuzung die Kreisstraße 212 nach Escherode ab.
Die nächsten Bahnstationen sind der Bahnhof in Speele (Staufenberg) bzw. der Kassel-Hbf oder der ICE-Bahnhof Kassel-Wilhelmshöhe.